# Gallery of Suicide

Gallery of Suicide este un album al trupei Cannibal Corpse lansat în 1998 prin casa de discuri Metal Blade Records.

## Piese
1. "I Will Kill You" – 2:47
2. "Disposal of the Body" – 1:54
3. "Sentenced to Burn" – 3:06
4. "Blood Drenched Execution" – 2:40
5. "Gallery of Suicide" – 3:55
6. "Dismembered and Molested" – 1:53
7. "From Skin to Liquid" – 5:30
8. "Unite the Dead" – 3:05
9. "Stabbed in the Throat" – 3:26
10. "Chambers of Blood" – 4:11
11. "Headless" – 2:22
12. "Every Bone Broken" – 3:18
13. "Centuries of Torment" – 4:04
14. "Crushing the Despised" – 1:56